# Церковь Венчания
Церковь Венчания — католический храм, находящийся в Кафр-Кане в Израиле. Принадлежит Кустодии Святой Земли ордена францисканцев. Согласно католическому преданию, на месте церкви находился дом, в котором происходил описанный в Евангелии от Иоанна брачный пир, на котором Иисус Христос претворил воду в вино. Освящена в 1883 году.

## Описание
Местоположение евангельской Каны Галилейской, связанной с первым чудом Иисуса Христа, точно неизвестно. C XVII века традиционным местом Каны Галилейской становится Кафр-Кана.
В 1879 году францисканцы купили участок в Кафр-Кане. В 1881 году была построена церковь, которая была расширена в 1897—1905 годах. Были обнаружены останки еврейского здания III—IV веков, чьи колонны и капители были использованы в фасаде храма. 
Церковь имеет два уровня. В нефе церкви перед лестницей находится фрагмент византийской мозаики, датируемый V или VI веком и сохранивший имя дарителя Иосифа на арамейском языке.
В крипте церкви есть небольшой музей с артефактами, виноградный пресс, оштукатуренный резервуар и сосуды различных времён. Один старый кувшин считается одним из шести сосудов, используемых для претворения Иисусом воды в вино.
В 1885 году в 100 метрах от церкви была построена часовня в честь святого Варфоломея. Рядом с францисканской церковью находится греческая православная церковь Святого Георгия. Согласно православному преданию, он построен на месте дома апостола Симона Кананита. В этой церкви находятся два древних водоноса.